# Idtberg
Der Idtberg ist ein Naturschutzgebiet im niedersächsischen Flecken Delligsen und dem gemeindefreien Gebiet Grünenplan im Landkreis Holzminden.
Das Naturschutzgebiet mit dem Kennzeichen NSG HA 229 ist 192,4 Hektar groß. Ein großer Teil des Schutzgebietes ist gleichzeitig Bestandteil des FFH-Gebietes „Ith“. Das etwa 19 Hektar große Naturschutzgebiet „Unter dem Idtberg“ ist im Naturschutzgebiet „Idtberg“ aufgegangen. Das Gebiet steht seit dem 2. März 2018 unter Naturschutz. Zuständige untere Naturschutzbehörde ist der Landkreis Holzminden.
Das Naturschutzgebiet liegt in etwa zwischen Alfeld (Leine) und Stadtoldendorf im Hils als Teil des Leineberglandes. Es stellt ausgedehnte Buchenwälder auf Idtberg und Ziegenrücken sowie südexponierten Hängen des Kleinen Idtbergs und Teilen des Hohen Heimbergs und Höltgekopfs unter Schutz. Die Wälder sind als Waldmeister- und Orchideen-Buchenwald ausgeprägt. Im Westen des Schutzgebietes ist kleinflächig Hainsimsen-Buchenwald ausgeprägt. Im Bereich des Kleinen Idtbergs stockt ein durch Nieder- und Mittelwaldnutzung entstandener Labkraut-Eichen-Hainbuchenwald. Die Buchenwälder werden von der Rotbuche dominiert, zu denen sich in den Waldmeister-Buchenwäldern Gemeine Esche, Vogelkirsche und Bergahorn, in den Orchideen-Buchenwäldern Elsbeere, Sommerlinde, Hainbuche, Gemeine Esche und Spitzahorn gesellen. In der Krautschicht der Orchideen-Buchenwälder siedeln neben anderen Frauenschuh, Rotes Waldvöglein, Braunrote Stendelwurz und Kleinblättrige Stendelwurz. Die Eichen-Hainbuchenwälder werden in erster Linie von Stieleiche, Traubeneiche und Hainbuche gebildet. Dazu gesellen sich u. a. Gemeine Esche, Feldahorn, Vogelkirsche, Elsbeere, Wildapfel und Linde. In der Strauchschicht stocken Hasel und Weißdorne, die Krautschicht wird z. B. von Schwalbenwurz, Waldbingelkraut, Echter Schlüsselblume, Großer Sternmiere, Waldknäuelgras und Einblütigem Perlgras gebildet.
Nach Südwesten schließt sich am Idtberg an die Wälder ein durch extensive landwirtschaftliche Nutzung entstandener, artenreicher Kalktrockenrasen auf flach anstehenden Kalkverwitterungsgesteinen unter Schutz, der bisher bereits als Naturschutzgebiet „Unter dem Idtberg“ ausgewiesen war. Begrenzt wird dieser Teil des Naturschutzgebietes durch den von Gehölzen begleiteten und nur temporär wasserführenden Dornbach.
Die Wälder im Schutzgebiet verfügen über einen hohen Alt- und Totholzanteil. Teile der Wälder unterliegen als Prozessschutzfläche keiner forstwirtschaftlichen Nutzung mehr. Das Naturschutzgebiet ist Lebensraum u. a. von Luchs, Wildkatze, Haselmaus, Rotmilan, Schwarzstorch, Neuntöter und weiterer Vogelarten und zahlreicher Fledermausarten, darunter das Große Mausohr.
Durch das Gebiet verlaufen mehrere Forstwege, die betreten werden dürfen. Im Bereich von Höltgenkopf und Hoher Heimberg grenzt das Naturschutzgebiet überwiegend an weitere Waldflächen, am Nordhang des Idtbergs, am Ziegenrücken und am Kleinen Idtberg grenzt es wie auch nach Süden an landwirtschaftliche Nutzflächen, kleinflächig auch an bewaldete Flächen. Am Kleinen Idtberg grenzt das Naturschutzgebiet direkt an die Ortslage von Kaierde.